# Персно (Сьредський повіт)
Персно (пол. Piersno, нім. Pirschen-Stusa) — село в Польщі, у гміні Костомлоти Сьредського повіту Нижньосілезького воєводства.
Населення — 486 осіб (2011).
У 1975-1998 роках село належало до Вроцлавського воєводства.

## Демографія
Демографічна структура станом на 31 березня 2011 року:
|          | Загалом | Допрацездатний вік | Працездатний вік | Постпрацездатний вік |
| -------- | ------- | ------------------ | ---------------- | -------------------- |
| Чоловіки | 248     | 51                 | 185              | 12                   |
| Жінки    | 238     | 52                 | 134              | 52                   |
| Разом    | 486     | 103                | 319              | 64                   |